# Jan Rys-Rozsévač

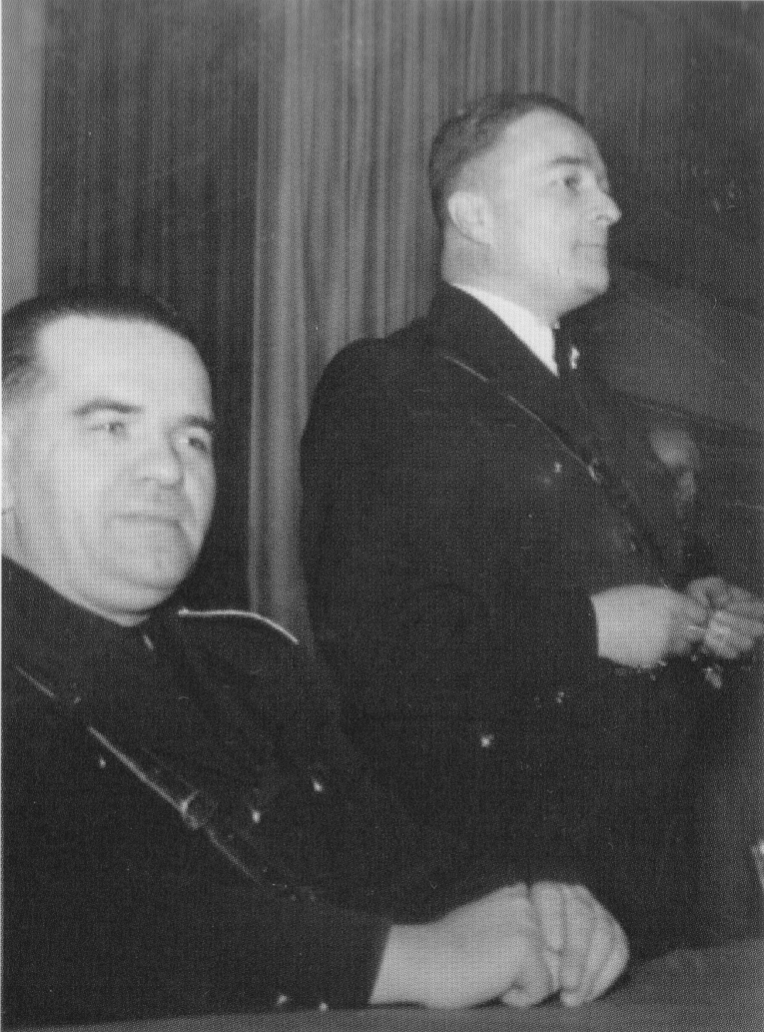
Hejtman Svatoplukových gard František Směták (sedící) a Jan Rys–Rozsévač (ilustrační foto)

Jan Rys-Rozsévač, vlastním jménem Josef Rozsévač (1. listopadu 1901 Bílsko u Hořic – 27. června 1946 Praha), byl český fašistický politik a novinář, funkcionář mládežnického hnutí Vlajka.

## Životopis

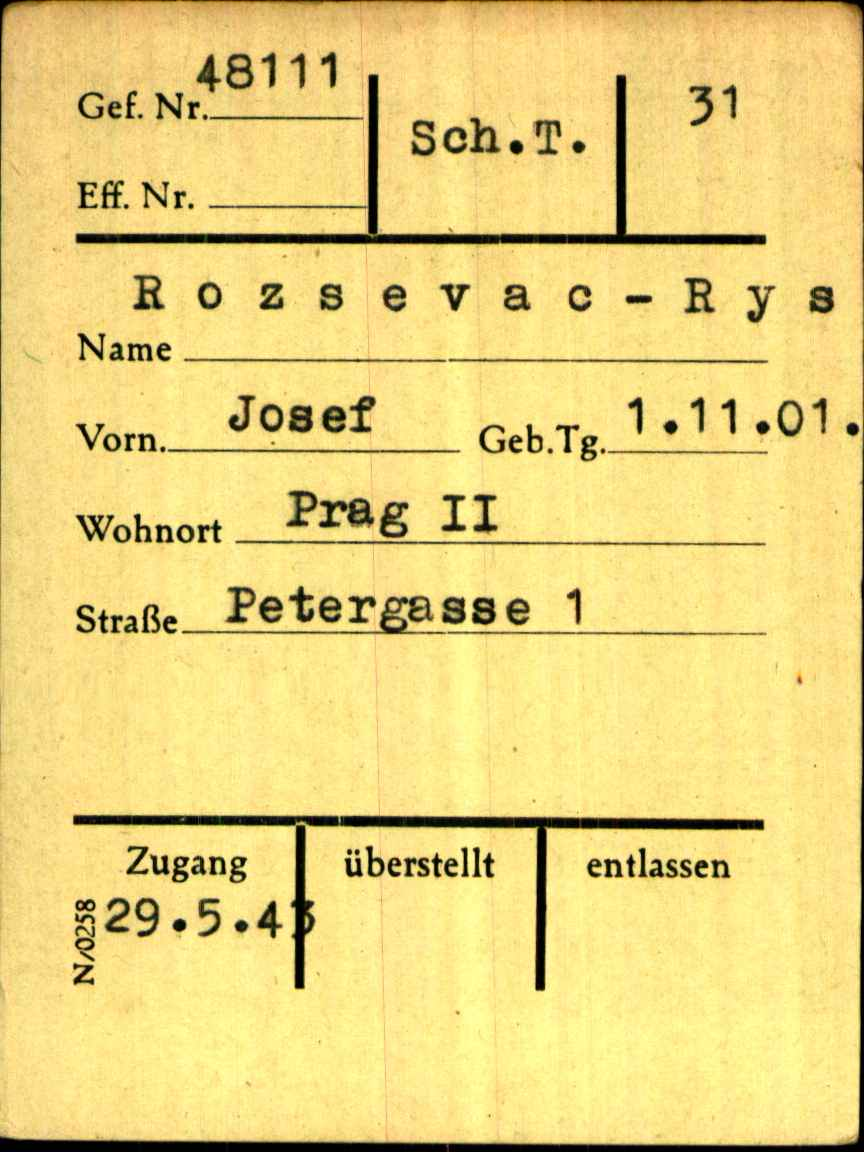
Registrační karta Jana Rys-Rozsévače jako vězně v koncentračním táboře Dachau

Josef Rozsévač studoval na lékařské fakultě, ale studia ani po osmi letech nedokončil. Ve Vlajce působil od roku 1936 (šest let po jejím vzniku) a z konspirativních důvodů začal používat pseudonym Jan Rys. Po Mnichovském diktátu byla činnost organizace Vlajka 11. listopadu 1938 zastavena a působila ilegálně pod novým jménem „Maffie nového Československa – Vlajka“ (název dle Maffie) a Rys-Rozsévač byl uvězněn. Před začátkem okupace v březnu 1939 ho české úřady propustily.
V době druhé světové války se Rys-Rozsévač stal vůdcem obnovené Vlajky, podporovatelem nacistů a jejich protižidovské politiky. V letech 1939–1940 uspořádala Vlajka masová shromáždění proti představitelům první republiky Masarykovi a Benešovi. Zároveň měl ale dlouhodobé osobní spory s jinými českými kolaboranty, zejména s Emanuelem Moravcem, kterému rád připomínal jeho někdejší spojenectví s prezidentem Benešem. Tento osobní spor byl nejspíš příčinou i toho, že nacisté Ryse-Rozsévače v roce 1942 zatkli a ten skončil v koncentračním táboře Dachau.
Po válce se Jan Rys-Rozsévač vrátil do Čech, byl však opět souzen a v červnu 1946 v Praze na Pankráci popraven spolu s dalšími dvěma vlajkaři, svým zástupcem v organizaci Vlajka Josefem Burdou a velitelem paramilitantních Svatoplukových gard (SG) Jaroslavem Čermákem.

## Autor knih
- RYS, Jan: Židozednářství – metla světa (1938)
- RYS, Jan: Hilsneriáda a TGM (1939)

## Galerie

Vlajkaři před vykonáním trestu
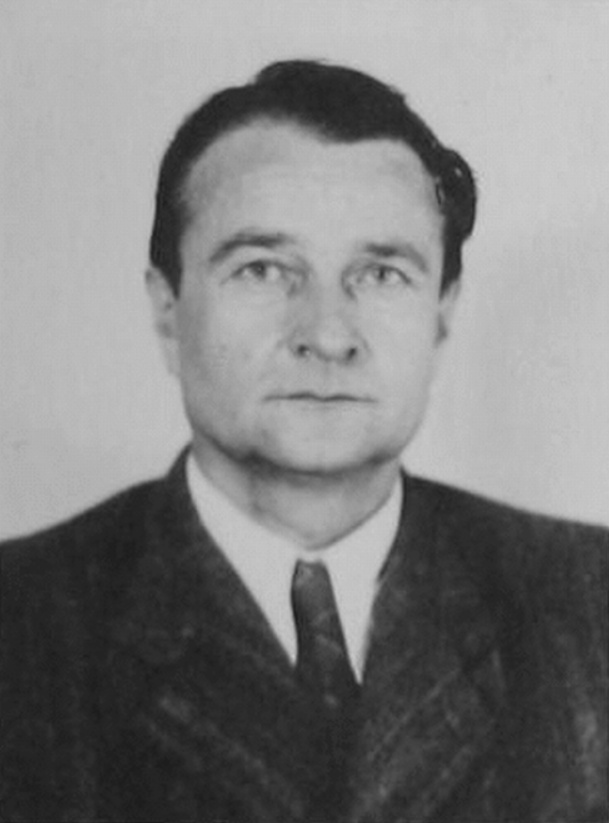
Jan Rozsévač
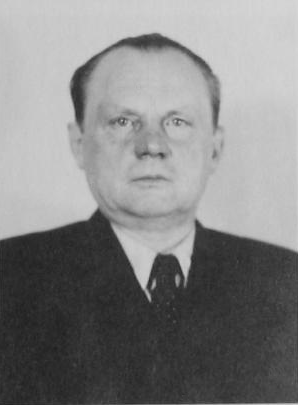
Josef Burda
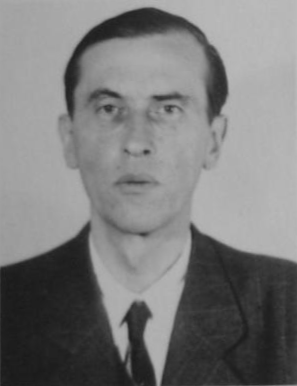
Jaroslav Čermák